# Айыртау (Северо-Казахстанская область)
Айыртау (каз. Айыртау) — село в Айыртауском районе Северо-Казахстанской области Казахстана. Входит в состав Володарского сельского округа. Код КАТО — 593230300.

## Географическое положение
Расположено в 25 км от районного центра — села Саумалколь, к юго-западу от озера Шалкар.

## История
Основано как казачья станица в 1849 году. В 1977—1995 годах село являлось центральной усадьбой зернового совхоза «Айыртау», на базе которого было организовано агрообъединение, товарищество с ограниченной ответственностью и несколько крестьянских хозяйств.
До 2013 года село входило в состав упразднённого Жетыкольского сельского округа.

## Население
В 1999 году численность населения села составляла 764 человека (392 мужчины и 372 женщины). По данным переписи 2009 года в селе проживало 622 человека (313 мужчин и 309 женщин).